# A Sky Full of Stars
«A Sky Full of Stars» —en español: «Un cielo lleno de estrellas»— es una canción y segundo sencillo de la banda británica Coldplay lanzado el 2 de mayo de 2014 perteneciente a su sexto álbum de estudio, Ghost Stories, siendo la octava pista de dicho disco. Fue escrita por todos los miembros del cuarteto y producida por el mismo grupo con la colaboración muy destacada del artista  Avicii.
La canción demuestra, a diferencia de los otros temas del disco, un sonido potente muy similar al del álbum anterior de la banda, Mylo Xyloto. La pista muestra una combinación del pop-rock propio de Coldplay con ritmos electrónicos envolventes y fiesteros. 
Comercialmente, fue un éxito en todo el mundo, liderando varias listas europeas y llegando al Top 10 en la mayoría de los rankings. Alcanzó el puesto número 10 del Billboard Hot 100, siendo el sencillo más exitoso del disco.
En 2020, la canción fue usada después de las discursos de aceptación del presidente electo de los Estados Unidos Joe Biden y la vicepresidenta electa de Estados Unidos Kamala Harris, tras su victoria en las elecciones presidenciales de 2020. Algunas de las personas presentes y periodistas notaron que "A Sky Full of Stars" fue elegida debido a era la canción favorita del hijo mayor de Joe Biden, Beau Biden, quien falleció de glioblastoma el 30 de mayo de 2015.

## Producción
La canción fue producida por la misma banda en compañía de Avicii, junto a Paul Epworth, Daniel Green y Rik Simpson, quiénes también  participaron en la mayoría de las pistas del álbum. 
Avicii fue invitado por el grupo para su desarrollo y grabación, sin embargo, durante una entrevista con Zane Lowe, Martin dijo que sintió que había "engañado" a la banda al pedirle al DJ Avicii que grabara el piano, en vez de grabarlo él mismo.
Del mismo modo, fue grabada en los estudios construidos para la realización del disco, "The Bakery" y "The Beehive", que originalmente estuvieron planeados para pertenecer al desarrollo de los dos anteriores álbumes del grupo, Viva la Vida or Death and All His Friends (2008) y Mylo Xyloto (2011).
La banda previamente había mostrado la lista completa del disco así como también lo hizo con las demás canciones del mismo.

## Lanzamiento
Una pequeña demostración de la canción fue mostrada durante el programa de radio de Zane Lowe en la BBC Radio 1. También, tuvo lugar su aparición en otros escenarios siendo la primera vez el 29 de abril en el programa nocturno de la televisión británica Later... with Jools Holland. El audio fue también subido al canal de YouTube de la misma banda, así, como en varias estaciones de radiodifusión incluyendo a la XFM y BBC Radio 1, calificada como la "Pista Caliente de Zane Lowe". 
Tuvo su fecha de salida programada para el 2 de mayo de 2014.

## Vídeo musical
El 19 de junio de 2014, a través de la cuenta oficial del grupo de YouTube fue publicado el vídeo musical de la canción, interpretado por los integrantes en las afueras de un suburbio (King Street) del barrio de Newtown en Sídney, Australia. Aparte de eso, una parte de público hizo su participación para la realización del mismo acompañando durante la apertura al vocalista y líder seguido de los demás conforme iban avanzando hasta llegar a un punto en el que todo llega a tornarse en un pequeño concierto al aire libre. Días antes, la banda había convocado a sus seguidores de Australia de la misma ciudad a que participaran en el vídeo. Al final del vídeo, durante los créditos del mismo, aparecen los nombres de todas las personas que participaron en dicho vídeo.
Fue dirigido el 17 de junio de 2014 por Mat Whitecross (quien previamente había trabajado con la banda para la producción y desarrollo de los vídeos musicales de "Every Teardrop is a Waterfal"l, "Paradise" y "Charlie Brown" para el predecesor álbum de estudio Mylo Xyloto del grupo), dos días antes de su publicación. 
Algo que destaca en dicho vídeo es que fue la primera vez que el grupo realizaba uno utilizando como primer plano un escenario, en este caso, un suburbio sin edición.

## Recepción
"A Sky Full of Stars" fue recibida con críticas positivas por parte del público en general donde, a diferencia de los otros dos sencillos del álbum que fueron anteriormente lanzados; esta banda recuerda el estilo y melodías mostrados en sus predecesores discos.

## Lista de canciones
Todas las canciones escritas y compuestas por Guy Berryman, Jonny Buckland, Will Champion, y Chris Martin, excepto "A Sky Full of Stars" (coescrita con Tim Bergling Avicii). 
| Descarga digital EP |                                    |          |  |
| N.º                 | Título                             | Duración |  |
| 1.                  | «A Sky Full of Stars» (Radio Edit) | 3:56     |  |
| 2.                  | «All Your Friends»                 | 3:32     |  |
| 3.                  | «Ghost Story»                      | 4:17     |  |
| 4.                  | «O (Reprise)»                      | 1:37     |  |
| 13:22               |                                    |          |  |

| Sencillo en CD |                                   |          |  |
| N.º            | Título                            | Duración |  |
| 1.             | «A Sky Full of Stars»             | 4:28     |  |
| 2.             | «Midnight» (Phones 4AM Remix)     | 10:56    |  |
| 3.             | «Midnight» (Henrik Schwarz Remix) | 8:42     |  |
| 4.             | «Midnight» (Jon Hopkins Remix)    | 10:06    |  |
| 34:12          |                                   |          |  |

| Descarga digital |                       |          |  |
| N.º              | Título                | Duración |  |
| 1.               | «A Sky Full of Stars» | 4:28     |  |
| 4:28             |                       |          |  |

| CD Promocional |                                    |          |  |
| N.º            | Título                             | Duración |  |
| 1.             | «A Sky Full of Stars» (Radio Edit) | 3:56     |  |
| 3:56           |                                    |          |  |

| Descarga digital (Remix) |                                        |          |  |
| N.º                      | Título                                 | Duración |  |
| 1.                       | «A Sky Full of Stars» (Hardwell Remix) | 5:13     |  |

## Personal
Personal técnico
- Avicii - producción
- Paul Epworth - producción
- Daniel Green - producción
- Rik Simpson - producción

## Posicionamiento en listas
| Lista (2014)                            | Mejor posición |
| --------------------------------------- | -------------- |
| Alemania (Offizielle Deutsche Charts)   | 6              |
| Argentina (Billboard)                   | 98             |
| Australia (ARIA)                        | 2              |
| Austria (Ö3 Austria Top 40)             | 11             |
| Bélgica (Flandes) (Ultratop 50)         | 2              |
| Bélgica (Valonia) (Ultratop 50)         | 1              |
| Brasil (Billboard Brasil Hot 100)       | 52             |
| Canadá (Hot 100)                        | 4              |
| Chile (Chile Singles Chart)             | 3              |
| CIS Airplay (TopHit)                    | 3              |
| Colombia (National Report Top Rock)     | 1              |
| Dinamarca (Tracklisten)                 | 3              |
| Escocia (Scottish Singles Top 40)       | 9              |
| Eslovaquia (Radio Top 100 Chart)        | 5              |
| Eslovenia (SloTop50)                    | 3              |
| España (Top 100 Canciones)              | 3              |
| Estados Unidos (Billboard Hot 100)      | 10             |
| Estados Unidos (Alternative Songs)      | 5              |
| Estados Unidos (Rock Songs)             | 1              |
| Estados Unidos (Pop Songs)              | 13             |
| Estados Unidos (Adult Pop Songs)        | 3              |
| Estados Unidos (Adult Contemporary)     | 11             |
| Estados Unidos (Hot Dance Club Songs)   | 1              |
| Estados Unidos (Dance/Electronic Songs) | 3              |
| Estonia (Raadio Uuno)                   | 2              |
| Billboard Euro Digital Songs            | 3              |
| Finlandia (OFC)                         | 8              |
| Francia (SNEP)                          | 3              |
| Grecia (IFPI)                           | 30             |
| Hungría (Single Top 20)                 | 2              |
| Irlanda (IRMA)                          | 6              |
| Islandia (RÚV)                          | 5              |
| Israel (Media Forest)                   | 1              |
| Italia (FIMI)                           | 1              |
| Japón (Japan Hot 100)                   | 14             |
| Líbano (The Official Lebanese Top 20)   | 1              |
| Malasia (Billboard)                     | 11             |
| México (México Airplay)                 | 43             |
| México (México Inglés Airplay)          | 3              |
| Noruega (VG-lista)                      | 15             |
| Nueva Zelanda (Recorded Music NZ)       | 2              |
| Países Bajos (Dutch Top 40)             | 6              |
| Países Bajos (Mega Single Top 100)      | 2              |
| Polonia (Polish Airplay Top 20)         | 2              |
| Portugal (Billboard Digital Songs)      | 1              |
| Reino Unido (UK Singles Chart)          | 9              |
| República Checa (Radio Top 100 Chart)   | 4              |
| Rusia (TopHit)                          | 4              |
| Singapur (RIAS)                         | 3              |
| Sudáfrica (EMA)                         | 5              |
| Suecia (Sverigetopplistan)              | 7              |
| Suiza (Schweizer Hitparade)             | 2              |
| Taiwán (Billboard)                      | 13             |
| Ucrania (TopHit)                        | 5              |
| Venezuela (Reportland Top 50)           | 13             |

| País           | Lista                       | Posición | Ref.   |
| 2014           | 2014                        | 2014     | 2014   |
| -------------- | --------------------------- | -------- | ------ |
| Alemania       | Media Control Charts        | 33       | [ 59 ] |
| Australia      | ARIA Singles Chart          | 54       | [ 60 ] |
| Austria        | Austrian Singles Chart      | 53       | [ 61 ] |
| Bélgica        | Ultratop flamenca           | 11       | [ 62 ] |
| Bélgica        | Ultratop valona             | 9        | [ 63 ] |
| Canadá         | Canadian Hot 100            | 58       | [ 64 ] |
| Dinamarca      | Tracklisten                 | 42       | [ 65 ] |
| Estados Unidos | Billboard Hot 100           | 51       | [ 66 ] |
| Estados Unidos | Rock Songs                  | 8        | [ 67 ] |
| Estados Unidos | Alternative Songs           | 20       | [ 68 ] |
| Estados Unidos | Dance/Electronic Songs      | 10       | [ 69 ] |
| Francia        | SNEP Charts                 | 8        | [ 70 ] |
| Israel         | Media Forest                | 9        | [ 71 ] |
| Nueva Zelanda  | Recorded Music NZ           | 47       | [ 72 ] |
| Países Bajos   | Nederlandse Top 40          | 11       | [ 73 ] |
| Reino Unido    | The Official Charts Company | 40       | [ 74 ] |
| Suiza          | Schweizer Hitparade         | 14       | [ 75 ] |

| País           | Organismo certificador | Certificación | Simbolización | Ventas  | Ref.   |
| -------------- | ---------------------- | ------------- | ------------- | ------- | ------ |
| Australia      | ARIA                   | 2× Platino    | 2▲            | 140 000 | [ 76 ] |
| Bélgica        | BEA                    | Oro           | ●             | 15 000  | [ 77 ] |
| Canadá         | Music Canada           | Platino       | ▲             | 80 000  | [ 78 ] |
| Estados Unidos | RIAA                   | Oro           | ●             | 500 000 | [ 79 ] |
| Italia         | FIMI                   | 4× Platino    | 4▲            | 120 000 | [ 80 ] |
| México         | AMPROFON               | Platino       | ▲             | 60 000  | [ 81 ] |
| Nueva Zelanda  | RMNZ                   | Oro           | ●             | 7 500   | [ 82 ] |
| Reino Unido    | BPI                    | Oro           | ●             | 400 000 | [ 83 ] |
| Suiza          | IFPI Suiza             | Platino       | ▲             | 30 000  | [ 84 ] |

### Sucesión en listas
| Anterior: «Midnight» de Coldplay                | Ultratop 50 valona — Sencillo Nro 1 10 de mayo de 2014 — 16 de mayo de 2014           | Siguiente: «Happy» de Pharrell Williams |
| Anterior: «Happy» de Pharrell Williams          | FIMI Charts — Sencillo Nro 1 28 de abril de 2014 — 4 de mayo de 2014                  | Siguiente: «Happy» de Pharrell Williams |
| Anterior: «Ain't It Fun» de Paramore            | Billboard Rock Songs — Sencillo Nro 1 31 de mayo de 2014 — 6 de junio de 2014         | Siguiente: «Ain't It Fun» de Paramore   |
| Anterior: «Fancy» de Iggy Azalea con Charli XCX | Billboard Dance Club Songs — Sencillo Nro 1 12 de julio de 2014 — 18 de julio de 2014 | Siguiente: «Dare (La La La)» de Shakira |

## Historial de lanzamiento
| Región         | Fecha                   | Formato                           | Discográfica |
| -------------- | ----------------------- | --------------------------------- | ------------ |
| Bélgica        | 2 de mayo de 2014       | Descarga digital                  | Warner       |
| Canadá         | 2 de mayo de 2014       | Descarga digital                  | Warner       |
| Francia        | 2 de mayo de 2014       | Descarga digital                  | Warner       |
| Alemania       | 2 de mayo de 2014       | Descarga digital                  | Warner       |
| Irlanda        | 2 de mayo de 2014       | Descarga digital                  | Parlophone   |
| Luxemburgo     | 2 de mayo de 2014       | Descarga digital                  | Warner       |
| Países Bajos   | 2 de mayo de 2014       | Descarga digital                  | Warner       |
| Nueva Zelanda  | 2 de mayo de 2014       | Descarga digital                  | Warner       |
| España         | 2 de mayo de 2014       | Descarga digital                  | Warner       |
| Suiza          | 2 de mayo de 2014       | Descarga digital                  | Warner       |
| Reino Unido    | 2 de mayo de 2014       | Descarga digital                  | Parlophone   |
| Estados Unidos | 2 de mayo de 2014       | Descarga digital                  | Atlantic     |
| Italia         | 8 de mayo de 2014       | Contemporary hit radio            | Warner       |
| Estados Unidos | 27 de mayo de 2014      | Adult album alternative radio     | Atlantic     |
| Estados Unidos | 5 de junio de 2014      | Contemporary hit radio            | Atlantic     |
| Alemania       | 20 de junio de 2014     | Compact disc                      | Warner       |
| Estados Unidos | 14 de julio de 2014     | Digital download (Hardwell remix) | FFRR         |
| Japón          | 4 de septiembre de 2014 | Descarga digital                  | Parlophone   |